# У ритмі серця
«У ритмі серця» (англ. CODA) — американський художній фільм режисерки Сіан Хедер, прем'єра якого відбулася на кінофестивалі «Санденс» у 2021 році. Головну роль у ньому зіграла Емілія Джонс. Фільм став головним відкриттям фестивалю та отримав низку нагород.

## Сюжет
Героїня фільму — дівчинка, на ім'я Рубі Россі, яка мешкає в маленькому містечку в Массачусетсі. Її батьки та брат — глухі. Рубі хоче стати співачкою, але не може залишити сім'ю, де грає роль сурдоперекладачки.
Фільм став адаптацією франко-бельгійської картини 2014 року «Сім'я Бельє». Його оригінальна назва — стійка абревіатура, що розшифровується як Child of Deaf Adults. В українській мові немає чіткого еквівалента, тому перекладачі переклали вільно.

## У ролях
- Емілія Джонс — Рубі Рос
- Еухеніо Дербес
- Фердія Волш-Піло
- Трой Коцур
- Марлі Матлін
- Деніел Дюран
- Джон Фіоре
- Лонні Фармер
- Кевін Чепмен
- Емі Форсайт

## Виробництво
Сіан Хедер близько року вивчала жестову мову та життя глухих для того, щоб події у фільмі виглядали максимально реалістичними. Багато глухих персонажів грають глухі актори.

## Прем'єра та сприйняття
Перший показ відбувся на фестивалі Санденс на початку 2021 року. Фільм став головним відкриттям фестивалю та отримав усі основні нагороди — призи за режисуру, за найкращий акторський ансамбль, за найкращий фільм та приз глядацьких симпатій. Компанія Apple TV+ відразу купила права на показ картини за 25 мільйонів доларів (це велика сума для незалежного кінематографа).
Рецензенти відзначають високу якість сценарію, чудові роботи низки акторів — Емілії Джонс, Еухеніо Дербеса. Фільм став переможцем «Оскара» у 2022 році. Фільм номінується на премію «Золотий Глобус».